# Valles de Tucutunemo
Valles de Tucutunemo est l'une des cinq paroisses civiles de la municipalité de Zamora, dans l'État d'Aragua au Venezuela. Sa capitale et Los Bagres.

## Géographie

### Démographie
Hormis sa capitale Los Bagres, la paroisse civile possède plusieurs localités :
- El Cortijo
- El Espinal
- El Ocumo
- La Lagunita
- Las Mercedes
- Los Bagres
- Pozo Azul
- Sandoval